# Caso Moya Chacón y otro vs. Costa Rica
El caso Moya Chacón y otro vs. Costa Rica fue un proceso judicial conocido por la Corte Interamericana de Derechos Humanos, relativo a la responsabilidad internacional del Estado de Costa Rica, en perjuicio de los periodistas del periódico La Nación, Ronald Moya Chacón y Freddy Parrales Chaves, al violar los derechos reconocidos en el artículo 13 (libertad de pensamiento y expresión) de la Convención Americana sobre Derechos Humanos, en relación con el artículo 1.1 (obligación de respetar los derechos) de dicho instrumento.
En el caso se abordó la imposición de una medida de responsabilidad posterior en contra de los periodistas Moya Chacón y Parrales Chaves por la publicación, el 17 de diciembre de 2005, de un artículo periodístico en el diario La Nación en el que informaban sobre presuntas irregularidades en el control de la importación de licores hacia Costa Rica en la zona fronteriza con Panamá. Uno de los agentes de policía involucrados en la investigación presentó una querella por el delito de calumnias y difamación por medio de prensa, así como una acción civil resarcitoria en contra de los periodistas, debido a la alegada existencia de falsedad respecto a la información publicada.
Si bien los periodistas no fueron condenados penalmente por la comisión de un delito debido a la ausencia de dolo, fueron condenados al pago, de forma solidaria, de cinco millones de colones por concepto de indemnización civil por daño moral. En el caso ante la Corte IDH, los periodistas alegaron que el artículo 145 del Código Penal y el artículo 7 de la Ley de Imprenta de Costa Rica que establecen el tipo penal de “injurias por medio de la prensa” eran incompatibles con el principio de estricta legalidad penal y el derecho a la libertad de expresión, al no establecer parámetros claros que permitieran prever la conducta prohibida y sus elementos.
El 6 de septiembre de 2022, la Corte IDH publicó su sentencia condenatoria al Estado costarricense al determinar que la sanción civil impuesta a Moya Chacón y Parrales Chaves no fue necesaria ni proporcional al fin legítimo perseguido y, por tanto, contravino los artículos 13.1 y 13.2 de la Convención Americana.

## Hechos
En diciembre de 2005 el periodista Freddy Parrales, corresponsal del periódico La Nación en la Zona Sur de Costa Rica, recibió información de que varios jefes y oficiales de la Fuerza Pública estaban siendo investigados por asuntos relacionados con contrabando de licores en la zona fronteriza con Panamá, por lo que comunicó la información al también periodista Ronald Moya, quien fungía como su superior en la redacción del diario. Moya requirió al entonces ministro de Seguridad Pública de Costa Rica, Rogelio Ramos Méndez, confirmación de la información, obteniendo respuesta afirmativa.
Tras tener confirmación de una fuente oficial, el 17 de diciembre de 2005 La Nación publicó una noticia titulada “OIJ denunció a jefe policial por no detener camión con licores”, firmada por Moya y Parrales, en la cual se informaba que el jefe regional de la Fuerza Pública en la Zona Sur, Luis Ortega, había sido sometido a investigación por haber liberado, sin razón aparente, un camión cargado de licores de contrabando procedente de Panamá. La nota también afirmaba que había más casos confirmados por el ministro Ramos, y que “el jefe policial de San Vito de Coto Brus, de apellido Cruz, y el de Ciudad Nelly, de apellido Méndez" eran objeto de una investigación. Asimismo, indicaba que el funcionario de apellido Cruz “con más de 16 años de laborar en la Fuerza Pública, se le sigue una causa en la Fiscalía de Corredores por una supuesta extorsión en el trasiego de licores”.
En una fecha sin precisar pero posterior al hecho anterior, la Oficina de Prensa del Ministerio de Seguridad Pública remitió al periodista Moya una clarificación, indicándole que la investigación por supuesta extorsión en el trasiego de licores se llevaba en la Fiscalía Auxiliar de Coto Brus y no en la de Corredores como se había informado inicialmente, por lo que en la edición del 9 de febrero de 2006 de La Nación se publicó una rectificación bajo el título: “Fe de erratas. Error con Fiscalía”.
Por esa publicación y rectificación, el jefe policial José Cruz Trejos Rodríguez interpuso una querella penal por calumnias y difamación en contra de los periodistas Moya y Perales; y contra el ministro de Seguridad Ramos, pues afirmaba que no tenía investigaciones abiertas por "trasiego de licores".
El Tribunal de Juicio de Segundo Circuito resolvió la querella en primera instancia el 10 de enero de 2007 indicando que efectivamente el jefe policial había sido objeto de una investigación y que se le inició una causa penal por el delito de extorsión, posteriormente recalificado como “cohecho”, y que si bien no había falta penal pues no se actuó con dolo, sí declaró a los periodistas civilmente responsables de daño moral, al considerar insuficiente la confirmación hecha por el ministro de Seguridad Pública, pues consideraba el Tribunal que debió consultarse a la Oficina de Prensa del Ministerio Público.

## Procedimiento
La petición ante la Comisión Interamericana de Derechos Humanos (CIDH) fue presentada el 29 de agosto de 2008, el informe de admisibilidad fue publicado el 15 de agosto de 2014 y su informe de fondo fue publicado el 28 de septiembre de 2019.
La Comisión solicitó a la Corte Interamericana que declarara la responsabilidad internacional del Estado de Costa Rica por la violación de los derechos reconocidos en los artículos 13 (libertad de pensamiento y expresión), y 9 (principio de legalidad y retroactividad) de la Convención Americana sobre Derechos Humanos, en relación con los artículos 1.1 (obligación de respetar los derechos) y 2 (deber de adoptar disposiciones de derecho interno) de dicho instrumento.
La Corte IDH resolvió convocar al Estado de Costa Rica, los representantes de las presuntas víctimas y a la Comisión Interamericana de Derechos Humanos a una audiencia pública que se celebró el 14 de febrero de 2022, durante el 146° Período Ordinario de Sesiones que se llevó a cabo en San José, para recibir sus alegatos y observaciones finales orales, respectivamente, sobre las excepciones preliminares y eventuales fondo, reparaciones y costas, así como las declaraciones de Ronald Moya Chacón y Freddy Parrales Chaves en su condición de presuntas víctimas; del perito Rafael Ángel Sanabria Rojas propuesto por el Estado y del perito Joan Barata Mir propuesto por la CIDH; del director del diario La Nación, Armando González Rodicio; y del perito Javier Dall'Anese Ruiz en su condición de perito propuesto por los representantes; en ese orden.
La Corte deliberó la Sentencia durante los días 16, 17, 18 y 23 de mayo de 2022, en el marco de su 148° Período Ordinario de Sesiones. La sentencia se dictó el 23 de mayo de 2022 y fue notificada a las partes en audiencia pública el 6 de septiembre de 2022.

## Sentencia
Por unanimidad, la Corte Interamericana de Derechos Humanos declaró que el Estado de Costa Rica violó el artículo 13.1 y 13.2 de la Convención Americana sobre Derechos Humanos, en relación con el artículo 1.1 del mismo instrumento, en perjuicio de los periodistas Ronald Moya Chacón y Freddy Parrales Chaves.
El Tribunal determinó que la nota de prensa “OIJ denunció a jefe policial por no detener camión con licores”, publicada en La Nación el 17 de diciembre de 2005 y firmada por los periodistas Moya y Parrales, calificaba como una pieza de información la cual, además, trataba sobre un asunto de interés público, como lo era la presunta existencia de contrabando de licores en una zona fronteriza con Panamá en la que estarían involucrados varios jefes policiales, y que hasta el propio Tribunal Penal del Segundo Circuito Judicial de San José que emitió la sentencia contra los dos comunicadores, había reconocido que la noticia trataba sobre un tema de interés público.
Aunque en el juicio se cuestionó la convencionalidad de los artículos 7 de la Ley de Imprenta; 145 y 146 del Código Penal, los jueces de la Corte determinaron que los periodistas fueron absueltos en el ámbito penal y condenados civilmente en aplicación del artículo 1045 del Código Civil de Costa Rica, por lo que rechazó la solicitud de la CIDH de entrar a analizar los otros artículos de la normativa legal de Costa Rica que fueron cuestionados.
Pese a que no se refirió a la convencionalidad de esas normas internas, la Corte Interamericana sí expresó su preocupación de que en Costa Rica existan "normas penales exclusivamente dirigidas al ejercicio de la actividad periodística, como es el caso de la referida Ley de Imprenta", incluida una norma que hace responsables penalmente a editores, directores y propietarios de medios de comunicación; y otro, una penalidad agravada por conductas que lesionen la honra cuando estas sean ejecutadas por periodistas.

Si bien el Estado informó que, por medio de una sentencia de 18 de diciembre de 2009, la Sala Tercera de la Corte Suprema de Justicia declaró que el artículo 7 del referido cuerpo legal habría sido tácitamente derogado, la vigencia de este tipo de norma penal pudo haber generado un efecto amedrentador en relación con la divulgación de informaciones de interés público. Además, este Tribunal destaca dos aspectos adicionales relativos al citado artículo 7 que merecen especial atención por sus efectos nocivos para el ejercicio de la libertad de expresión. El primero de ellos es el establecimiento de una responsabilidad penal objetiva de los editores, directores y propietarios del medio de comunicación, disposición que vulnera el principio de la culpabilidad en materia penal. El segundo se refiere a la existencia de una penalidad agravada por conductas que pudieren lesionar la honra, cuando fuesen ejecutadas por periodistas, castigando de forma más severa a quienes cuya profesión involucra, por excelencia, el ejercicio de la libertad de expresión.

La Corte determinó además que la sanción contra los dos comunicadores no se ajustó a la necesidad y proporcionalidad, porque si bien a la postre publicaron información que resultó ser inexacta, no se demostró a lo interno del país (así reconocido por el propio Tribunal de Juicio nacional) que tuvieran intención alguna de infligir daño particular a una persona afectada por la noticia, no constituyéndose la doctrina de la real malicia que hasta esta sentencia, no estaba incorporada o contemplada en Costa Rica.
Los jueces ordenaron al Estado pagar USD$ 20.000 a cada uno de los periodistas por concepto de daño inmaterial; y otros USD$ 20.000 por concepto de costas y gastos a favor de sus representantes, repartidos en partes iguales.